# (5969) Ryuichiro
(5969) Ryuichiro (1991 FT) – planetoida z pasa głównego asteroid okrążająca Słońce w ciągu 3,54 lat w średniej odległości 2,32 j.a. Odkryta 17 marca 1991 roku.